# Ліптовська Осада
Ліптовська Осада (словац. Liptovská Osada) — село, громада округу Ружомберок, Жилінський край. Кадастрова площа громади — 50.2 км².
Населення 1634 особи (станом на 31 грудня 2018 року). Протікає річки Коритниця і Лужнянка.

## Історія
Ліптовська Осада згадується 1288 року.

## Населення
| Рік:            | 1994. | 2004.   | 2014.   | 2024.   |
| --------------- | ----- | ------- | ------- | ------- |
| Кількість осіб: | 1715  | 1617    | 1651    | 1564    |
| Різниця:        |       | -5,71 % | +2,10 % | -5,26 % |

| Рік:            | 2023. | 2024.   |
| --------------- | ----- | ------- |
| Кількість осіб: | 1573  | 1564    |
| Різниця:        |       | -0,57 % |